# 32-й армійський корпус (СРСР)
32-й армійський Кенігсбергський корпус (32 АК, в/ч 44690) — військове об'єднання Радянської армії, що існувало у 1967—1992 роках. Дислокувалося в Криму. Належало до Одеського військового округу.
Після розпаду СРСР у 1992 році з'єднання увійшло до складу Збройних сил України як 32-й армійський корпус.

## Історія
Корпус був створений 1967 року. Феськов та ін. 2013, через Холма, повідомляє 14 лютого 1967 року, сайт Sammler.ru повідомляє про 1 жовтня 1967. Holm також стверджує, що він замінив 45-й армійський корпус, який був переведений на Далекий Схід.
Спочатку підрозділи корпусу включали штаб корпусу, 52-гу (передислокована до Нижньоудинська у квітні 1969), 126-ту та 157-му мотострілецькі дивізії, 9-й окремий інженерно-саперний батальйон, 19-ту окрему комендантську роту та 909-й окремий батальйон зв'язку. В 1980 році у Совєтському, Кримська область, була розгорнута 159-та мотострілецька дивізія, як кадрована (мобілізаційна) дивізія, та підпорядкована 32-му корпусу. У 1982 році було створено 784-й окремий батальйон хімічного захисту. У 1983 році корпусу підпорядкували 301-шу артилерійську бригаду в Сімферополі.
В 1987 році 157-ма мотострілецька стала 710-м територіальним навчальним центром,, а 159-та мотострілецька дивізія стала 711-м територіальним навчальним центром. В 1989 році було створено окремий ремонтно-відновлювальний батальйон. Також, того ж року, 126-та мотострілецька дивізія була передана до складу Чорноморського флоту, а 711-й територіальний навчальний центр було розформовано. В 1990 році 157-ма мотострілецька дивізія в Керчі стала 5378-ю базою зберігання військової техніки. В 1991 році до складу корпусу було включено зенітну ракетну бригаду.
- 1982 — додатково сформовано 784 окрема бригада хімічної розвідки.
- 1983 — до складу корпусу увійшла 301 окрема артилерійська бригада.
- 1987 — 157 мотострілецька дивізія переформована в 710 територіальний навчальний центр, а 159 мотострілецька дивізія в 711 територіальний навчальний центр.
- 1989 — додатково сформовано окремий ремонтно-відновлювальний батальйон.
- 1989 — 126 мотострілецька дивізія передана до складу ЧФ.
- 1989 — розформовано 711 територіальний навчальний центр.
- 1991 — до складу корпусу увійшла 55-та зенітна ракетна бригада виведена з Угорщини.

Після розпаду СРСР у 1992 році з'єднання увійшло до складу Збройних сил України як 32-й армійський корпус.

## Структура

### 1967
- 126-та мотострілецька Горлівська двічі Червонопрапорна, ордена Суворова дивізія
- 157-ма мотострілецька дивізія
- 159-та мотострілецька дивізія
- 909-й окремий батальйон зв'язку
- 9-й окремий інженерно-саперний батальйон
- 19-та окрема комендантська рота

## Командування
За даними різних джерел:
- (14.02.1967 — 28.05.1969) генерал-майор Мерецков Володимир Кирилович
- (04.07.1969 — 26.02.1971) генерал-майор Шкідченко Петро Іванович
- (05.03.1971 — 19.01.1973) генерал-лейтенант Язов Дмитро Тимофійович
- (28.02.1973 — 07.03.1974) генерал-майор Ряхов Анатолій Якович
- (19.04.1974 — 06.07.1975) генерал-майор Архипов Володимир Михайлович
- (07.07.1975 — 1976) генерал-лейтенант Ковтунов Олександр Васильович
- (1982 — 28.06.1984) генерал-майор Шевцов Володимир Тихонович
- (27.06.1984 — 1987) генерал-лейтенант Яковлєв Валентин Олексійович
- (1987 — 04.1992) генерал-майор Кузнєцов Валерій Євгенович[8]